# Meeraal
Der Meeraal (Conger conger) oder auch Seeaal genannt ist eine Art aus der Gattung Conger der Familie der Congridae. Mit einer maximalen Länge von bis zu 3 m gehört der Meeraal zu den größten Aalen der Welt.

## Merkmale
Der lange, zylindrische Körper des Meeraals ist schuppenlos. Er besitzt zwei gut ausgebildete Pectoralia. Über dem Hinterende der einzelnen Pectoralia liegt der Beginn der Dorsalis, welche sich über den gesamten Körper hinfort zieht. Dorsalis und Analis sind am posterioren Ende mit der Caudalis verschmolzen. Der Oberkiefer des Meeraals ist etwas länger als der Unterkiefer. Beide Kiefer sind jeweils mit zwei Reihen an Zähnen bestückt.

## Verbreitung und Lebensweise
Das Verbreitungsgebiet der Art erstreckt sich im Ost-Atlantik von Norwegen und Island bis in den Senegal. Weiterhin ist die Art im Mittelmeer sowie dem Schwarzen Meer zu Hause. Im Pazifik findet man ihn in den kalten Gewässern des Humboldtstromes vor den Küsten Chiles und Perus, wo er ein beliebter Speisefisch ist. Der Meeraal lebt hauptsächlich benthisch auf steinigen und sandigen Böden, zwischen Steinen und in Löchern. Er kann in Tiefen von 0–1000 m angetroffen werden, wobei die Tiere meist mit höherem Alter die tieferen Gewässer aufsuchen. Die maximale Lebenserwartung von C. conger wird auf ca. 20 Jahre geschätzt, dabei können sie ein maximales Gewicht von ca. 110 kg erreichen.

## Fortpflanzung
Männchen werden mit einem Alter von ca. 5 Jahren und einer Länge von ca. 70 cm geschlechtsreif. Weibliche Meeraale hingegen erreichen die Geschlechtsreife mit ca. 15 Jahren und ca. 200 cm Länge. Es wird angenommen, dass sich die C. conger Population des Mittelmeers zur Fortpflanzung in zwei Laichgründen versammelt: einerseits in den tiefen Gewässern vor der Südküste Sardiniens sowie andererseits im Süden der Adria. Während der Laichzeit stellen die adulten Tiere ihre Nahrungsaufnahme ein und es gehen morphologische Veränderungen vor sich: die Zähne beginnen auszufallen, der Verdauungstrakt wird zurückgebildet und die Gonaden vergrößern sich. Während der Eiablage werden von einem einzelnen Weibchen 3 bis 8 Millionen Eier produziert, welche zur Befruchtung in das Wasser abgegeben werden. Aufgrund der starken morphologischen Veränderungen verenden die adulten Tiere nach der Laichzeit. Die frisch geschlüpften Larven beginnen in seichtere Gewässer zu wandern, in welchen sie sich bis zur Geschlechtsreife aufhalten.

## Ernährung
Der Meeraal ist ein nachtaktiver Jäger, wobei die Beute hauptsächlich aus Fischen, Krebstieren und Kopffüßern besteht. Des Weiteren wurden in Mägen vereinzelt auch Tiere derselben Art gefunden, was zeigt, dass C. conger sich auch kannibalisch ernährt.
Eine Studie über die Mageninhalte der Meeraal-Populationen des Mittelmeers zeigte, dass diese Tiere keine bestimmten Beutetiere bevorzugen, weshalb davon ausgegangen wird, dass sie opportunistische Räuber sind. Eine weitere Studie, in welcher die Mageninhalte von C. conger Populationen in Gewässern um Irland analysiert wurden, zeigte jedoch, dass diese Populationen hauptsächlich 2–3 Fischarten jagten und somit spezialisierte Räuber sind.

## Bedeutung
Die lokale Nachfrage nach C. conger in der kommerziellen Fischerei ist in den vergangenen Jahren gestiegen. Jedoch wird diese Fischart nur selten aktiv befischt, sondern wird meist als Beifang angelandet. Aufgrund geringer Nachfrage ist die Art auf der Roten Liste gefährdeter Arten als „nicht gefährdet“ eingestuft.
Für den Menschen ist der Meeraal ungefährlich. Jedoch wurde schon von Ciguatera-Fischvergiftungen nach Verzehr von Meeraal-Fleisch berichtet.

## Systematik und Synonyme
Die Erstbeschreibung des Meeraals erfolgte 1758 durch Carl von Linné unter dem wissenschaftlichen Namen Muraena conger in seiner 10. Auflage der Systema Naturae. Noch im selben Jahr stelle er die Art in die Gattung Conger. Weiterhin ist Conger conger in der Literatur unter diversen Synonymen bekannt:
- Anguilla conger Linnaeus, 1758
- Anguilla obtusa Swainson, 1839
- Conger communis Costa,1844
- Conger niger Risso, 1810
- Conger rubescens Ranzani, 1839
- Conger verus Risso, 1827
- Conger vulgaris Yarrell, 1832
- Leptocephalus candidissimus Costa, 1832
- Leptocephalus conger Linnaeus, 1758
- Leptocephalus gussoni Cocco, 1829
- Leptocephalus inaequalis Facciolà, 1883
- Leptocephalus lineatus Bonnaterre, 1788
- Leptocephalus morrisii Gmelin, 1789
- Leptocephalus pellucidus Couch, 1832
- Leptocephalus spallanzani Risso, 1810
- Leptocephalus stenops Kaup, 1856
- Leptocephalus vitreus Couch, 1853
- Muraena conger Linnaeus, 1758
- Muraena nigra Risso,1810
- Ophidium pellucidum Couch, 1832
- Ophisoma obtusa Swainson, 1839